# Kurkkiojärvet (Tärendö socken, Norrbotten, 748066-176938)
Kurkkiojärvet är en sjö i Pajala kommun i Norrbotten och ingår i Kalixälvens huvudavrinningsområde.